# Vieux parti social-démocrate
Le Vieux parti social-démocrate d'Allemagne (allemand: Alte Sozialdemokratische Partei Deutschlands, ASPD ), connu sous le nom d'Ancien parti social-démocrate de Saxe (allemand: Alte Sozialdemokratische Partei Sachsens) jusqu'en 1927, était un parti politique en Allemagne. Le parti était un groupe dissident du Parti social-démocrate d'Allemagne (SPD) en Saxe et avait des tendances nationalistes. Alors que le parti n'a pas réussi à devenir un parti de masse, il a joué un rôle important dans la politique de l'État en Saxe au cours de la seconde moitié des années 1920.

## Contexte de la scission
Entre 1924 et 1926, la Saxe avait été gouvernée par une coalition du SPD et de deux partis libéraux. Le gouvernement de coalition est devenu impopulaire dans les rangs du SPD et la base du parti s'est révoltée contre la participation du gouvernement. Le secteur gauchiste du SPD de Saxe a préféré une coalition du SPD et du Parti Communiste d'Allemagne . La conférence du SPD en Saxe en 1924 avait demandé la fin de la coopération avec le gouvernement de l'État, mais un nombre important de députés du Landtaga désobéi à la décision. À partir de novembre 1924, les députés dissidents sont expulsés du parti et répliquent en formant leur propre parti, le « Vieux Parti social-démocrate ». L'ancien parti social-démocrate a publié un communiqué de presse en avril 1926, énonçant les objectifs programmatiques du parti. Le parti a été formellement constitué le 6 juin 1926.
À l'été 1926, tous les membres de l'ancien parti social-démocrate ont été purgés des organisations de masse du SPD, telles que la Jeunesse ouvrière socialiste.
Le parti a lancé son propre journal, Der Volkstaat. 

## Dérive vers le nationalisme
Le « Vieux Parti social-démocrate » a exprimé un changement dans le discours idéologique. Peu de temps après la fondation du parti, il a commencé à se redéfinir, passant de se considérer comme l'aile modérée de la social-démocratie allemande à une position idéologique « nationaliste prolétarienne » (contrairement au SPD « internationaliste » et « anti-État »), Le rédacteur en chef de Volkstaat, Ernst Niekisch (un théoricien nationaliste-révolutionnaire), dont l'influence au sein du parti grandit, fut l'architecte de ce processus.
La ligne nationale-révolutionnaire de Niekisch était soutenue par Heldt, mais d'autres à la direction du parti (Wilhelm Buck et Karl Bethke) s'y opposèrent.
Le parti a été qualifié de «social-fasciste» par les communistes.

## Dissolution
Le parti s'est désintégré au début des années 1930. Les nationalistes radicaux du parti ont rejoint le NSDAP. Les restes du parti, des gens du parti qui n'avaient pas totalement renoncé au marxisme, se sont réintégrés au SPD en juillet 1932.